# Opistognathidae
Los bocones (Opistognathidae) es una familia de peces marinos incluida en el orden Perciformes. Se encuentran en arrecifes poco profundos de los océanos Atlántico y Pacífico desde el golfo de California a Panamá.
Tienen una larga boca, de la que deriva del griego su nombre: opisto (parte trasera) y gnathos (mandíbula). Físicamente son muy parecidos a los blénidos, pero son más pequeños, con un diseño corporal más alargado y con la cabeza más grande en relación con su cuerpo. Tienen escamas tipo cicloide con la cabeza desnuda, las aletas pélvicas están situadas por delante de las pectorales con una espina y 5 radios blandos, aleta dorsal continua con 9 a 12 espinas, línea lateral situada en posición alta recorriendo el dorso hasta la mitad de la aleta dorsal, palatino sin dientes. El género Stalix tiene las espinas de la aleta dorsal ahorquilladas tranversalmente.
Reside en el interior de madrigueras excavadas en la arena, en las que introduce primero la cola asomando la parte anterior del cuerpo. Se alimenta de invertebrados bentónicos y planctónicos. Comportamiento reproductivo con cuidado de sus crías.

## Géneros
Existen unas 60 especies agrupadas en 4 géneros:
- Lonchopisthus (Gill, 1862)
- Merogymnoides (Whitley, 1966)
- Opistognathus (Cuvier, 1816)
- Stalix (Jordan y Snyder, 1902)

Los padres suelen proteger a sus hijos y los bocones llevan esta premisa al extremo: los llevan dentro de sus bocas.
Los bocones son unos de los pocos peces de agua salada que emplean esta táctica, utilizada en mayor medida por los peces de agua dulce.
La hembra pone los huevos y el macho los guarda en su boca.BBC Mundo